# Stéphane Durand (physicien)
Pour les articles homonymes, voir Stéphane Durand.
Stéphane Durand, né le 14 septembre 1962 à Montréal, est un physicien et professeur québécois. Reconnu pour ses talents de communicateur scientifique, il enseigne la physique au Collège Édouard-Montpetit ainsi qu'à l'Université de Montréal, où il est aussi chercheur au Centre de recherches mathématiques. Il a publié de nombreux articles, en particulier dans le magazine Québec Science.

## Biographie
Stéphane Durand a complété des études doctorales et post-doctorales en physique théorique à l'Université de Montréal, à Paris et à l'Université McGill.
Passionné de vulgarisation scientifique, il a été conférencier attitré au Planétarium de Montréal de 1987 à 1994. Il a aussi présenté de nombreuses conférences en diverses occasions, entre autres comme conférencier invité à l'Association mathématique du Québec ainsi qu'aux Belles soirées de l'Université de Montréal. Il a également été membre du conseil de rédaction de la revue Horizons philosophiques en 1994 et 1995 et a travaillé comme conseiller scientifique pour l'Office national du film du Canada de 1998 à 2001.
Dans le cadre de l'année mondiale des mathématiques, en 2000, Durand a conçu une série d'affiches soulevant la présence des mathématiques dans la nature. Celles-ci ont été affichées dans le métro de Montréal. Elles démontrent notamment que les scientifiques peuvent expliquer plusieurs phénomènes naturels avec le nombre d'or et la suite de Fibonacci.
En 2003, il publie La relativité animée, qui lui vaudra le Prix spécial / Créativité du Ministère de l'Éducation, du Loisir et du Sport du Québec (MELS) en 2004. En 2010, il développe le site internet du même nom en partenariat avec le Collège Édouard-Montpetit.
Au début de l'année 2012, dans le cadre de la deuxième saison de la série télévisée Les Rescapés, il crée des capsules web à saveur scientifique abordant le voyage dans le temps, thème central de la série. Chaque capsule est diffusée à la suite d'un épisode de la série, le mercredi soir.
Il crée par la suite une série de chroniques intitulée Les Carnets insolites du prof Durand. Traitant de sujets scientifiques divers, la série est diffusée à partir de août 2012 à l'émission radiophonique de la Première Chaîne Les Années lumière,.

## Prix et distinctions
- 1994 : Prix de vulgarisation de l'Association francophone pour le savoir pour l'article « Qu'est-ce qui fait courir les physiciens? ou Se pourrait-il que l'univers ait 10 dimensions? ».
- 2000 : Premier prix du concours international d'affiches de la Société mathématique européenne dans le cadre de l'Année mondiale des mathématiques (affiches utilisées et adaptées dans une dizaine de pays)[7].
- 2003 : Le cinéaste Sylvain Chomet reconnaît l'effort de vulgarisation de Stéphane Durand en lui faisant un clin d'œil dans le film d'animation Les Triplettes de Belleville[8].
- 2004 : Prix spécial (créativité et pour la justesse de la vulgarisation scientifique) du ministère de l'Éducation du Québec pour le livre La relativité animée [9].
- 2004 : Prix d'excellence en enseignement du Département de physique de l'Université de Montréal
- 2005 : Premier prix du concours « La relativité en 3 minutes » de la radio de Radio-Canada [10].

## Publications
- La relativité animée : comprendre Einstein en animant soi-même l'espace-temps, Paris, Belin/Pour la science, 2003[11].
- « Les équations n'ont pas de préjugé » et « L'efficacité déraisonnable des mathématiques » : deux chapitres dans Mathématiques d'hier et d'aujourd'hui, Modulo Éditeur, 2000.
- « Physique théorique » : un chapitre dans La science par ceux qui la font : dix entretiens sur les connaissances actuelles, Éditions Liber, 1998.
- « Le paradoxe d'Olbers » : une nouvelle dans la revue Brèves littéraires, printemps 2007[12].
- Plusieurs articles scientifiques et articles de vulgarisation.